# Kalveyellapur, Hangal
Kalveyellapur là một làng thuộc tehsil Hangal, huyện Haveri, bang Karnataka, Ấn Độ.